# Malmö museum (1985–2023)

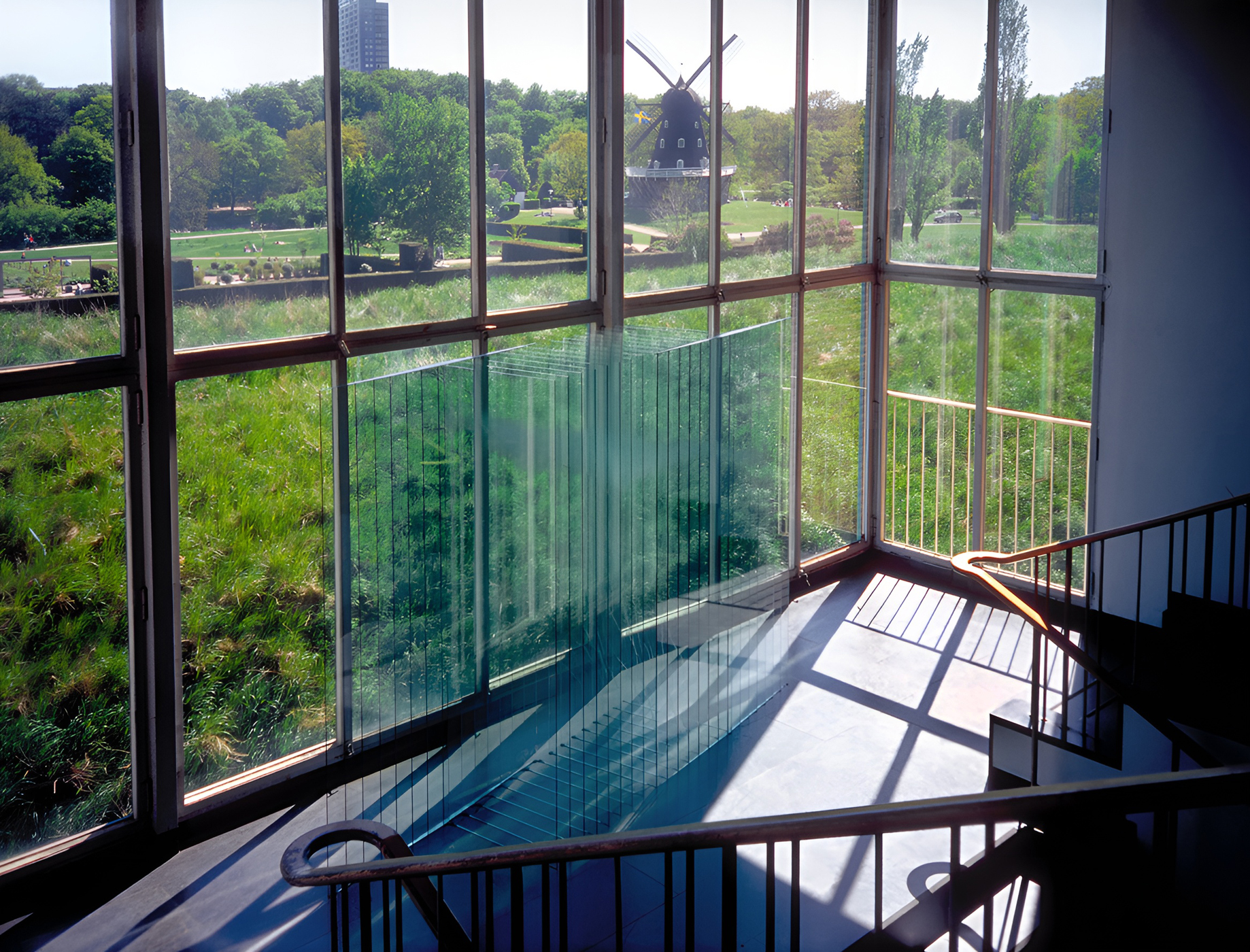
Utsikt mot Kronprinsen, Slottsmöllan och Slottsträdgården.

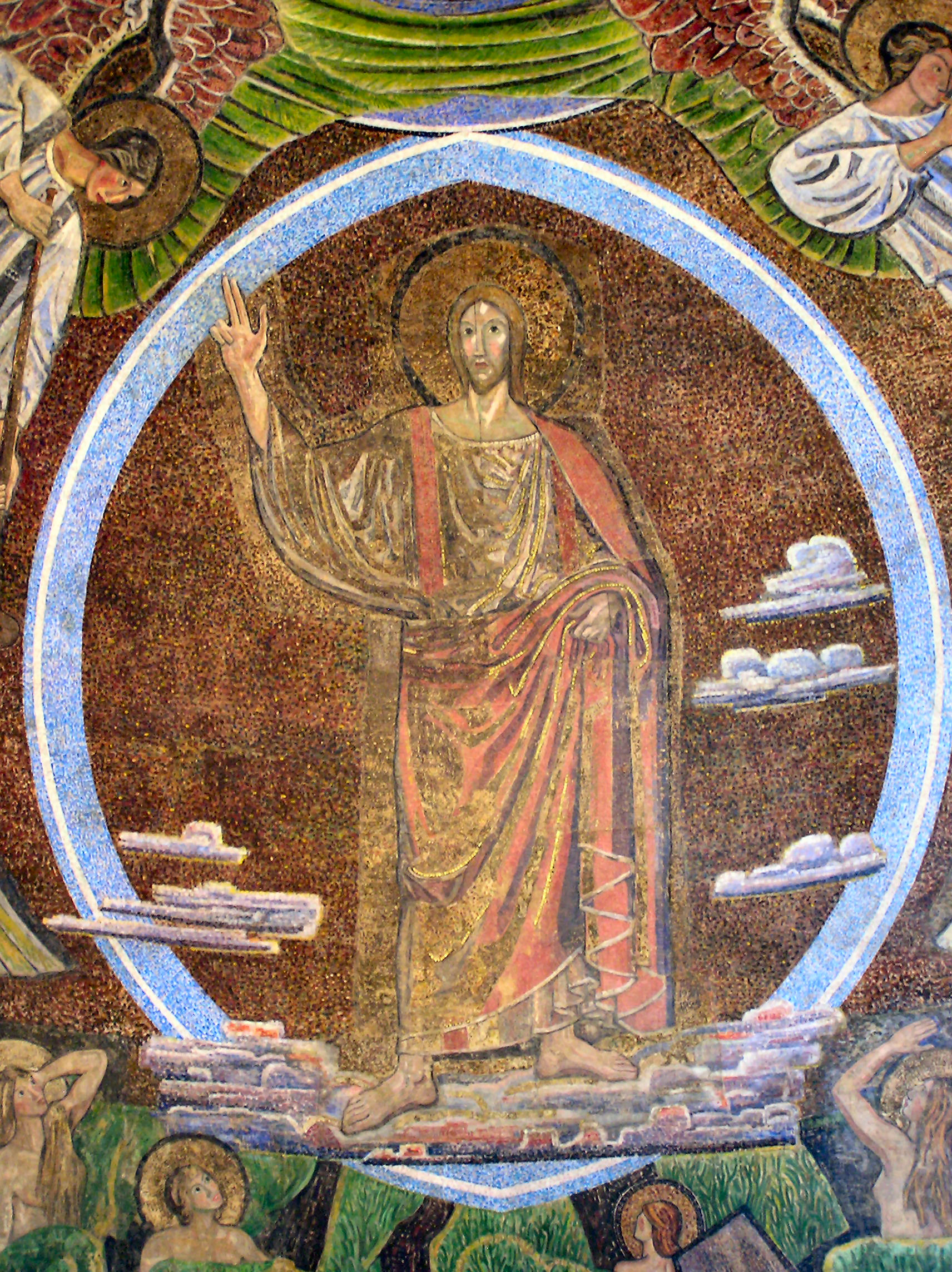
Detalj från Skovgaardsalen.

Malmö museum är den tidigare benämningen på en del av Malmö Museer, som sedan april 2023 bytt namn till det övergripande nya namnet Malmö museum. 
Museidelen har ett flertal fasta utställningar på Malmöhus slott, där det delar museibyggnad med Malmö konstmuseum.
- Historiska samlingar
- Slottets historia
- Arkeologiska samlingar
- Skånes djur, natur och geografi
- Akvarium
- Tropikarium
- Skovgaardssalen med S:t Petris orgel

Dessutom finns flera tillfälliga utställningar. De byts med jämna mellanrum.